# Красный Курган (Буда-Кошелёвский район)
Красный Курган (бел. Красны Курган) — посёлок в Чеботовичском сельсовете Буда-Кошелёвского района Гомельской области Белоруссии.

## География

### Расположение
В 23 км на юго-запад от районного центра и железнодорожной станции Буда-Кошелёвская (на линии Жлобин — Гомель), 50 км от Гомеля.

## Транспортная сеть
Транспортные связи по просёлочной, затем автомобильной дороге Жлобин — Гомель. Планировка состоит из прямолинейной улицы, ориентированной с юго-востока на северо-запад и застроенной двусторонне деревянными домами усадебного типа.

## История
Обнаруженные археологами два курганных могильника (18 и 50 насыпей, в 1 и 1,5 км на северо-запад от посёлка) свидетельствуют о заселении этих мест с давних времён. Современный посёлок основан в начале XX века переселенцами с соседних деревень. Наиболее активная застройка приходится на 1920-е годы. В 1929 году жители посёлка вступили в колхоз. Во время Великой Отечественной войны в боях около деревни погибли 13 советских солдат (похоронены в братской могиле). В 1959 году в составе совхоза «Чеботовичи» (центр — деревня Чеботовичи).

## Население

### Численность
- 2004 год — 23 хозяйства, 32 жителя.

### Динамика
- 1926 год — 19 дворов, 98 жителей.
- 1959 год — 134 жителя (согласно переписи).
- 2004 год — 23 хозяйства, 32 жителя.